# Loge La Flamboyante
Loge La Flamboyante is een vrijmetselaarsloge in Dordrecht opgericht in 1811, vallende onder het Grootoosten der Nederlanden.

## Geschiedenis
Tijdens het Koninkrijk Holland waren er in Dordrecht twee vrijmetselaarsloges actief toen de behoefte aan een nieuwe loge opkwam. De naam La Flamboyante (de Vlammende Ster) werd gekozen en op 16 oktober 1812 vond de installatie plaats. Na het vertrek van de Fransen volgde de aansluiting bij het Groot-Oosten van het Koninkrijk der Nederlanden middels de ratificatie van het constitutiebrief op 11 april 1814. De loge werd opnieuw geïnstalleerd onder de Nederlandse Grootmacht op 20 oktober 1814.
De onderscheidingskleuren van de loge zijn aanvankelijk hemelsblauw en oranje en later korenbloemblauw en goudgeel. 

### Rederij

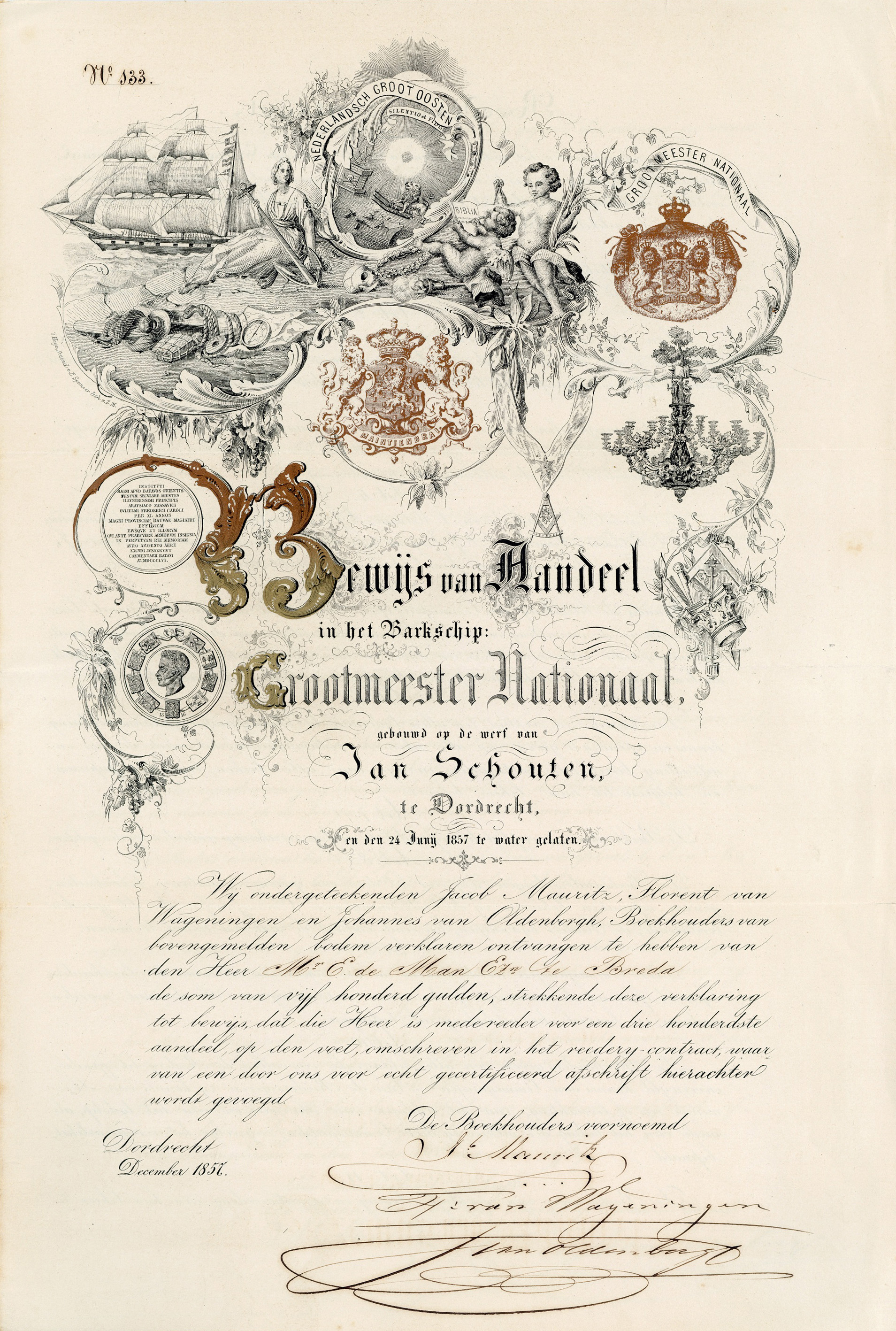
Bewijs van Aandeel in de Barkship Grootmeester Nationaal voor 500 gulden, uitgegeven in Dordrecht in december 1857. Het zeilschip was gebouwd op de scheepswerf van Jan Schouten, de medeoprichter van de loge La Flamboyante.

Van 1836 tot 1870 was de loge reder van een viertal schepen gebouwd door de scheepsbouwmeester Jan Schouten, ‘De Broedertrouw’ (1836), ‘Delta’ (1839), ‘Osiris’ (1841) en ‘De Grootmeester Nationaal’ (1857). De eerste drie waren vrijwel geheel gefinancierd door leden van Loge ‘La Flamboyante’; de laatste werd gefinancierd door vrijmetselaren in heel Nederland.

## Huisvesting

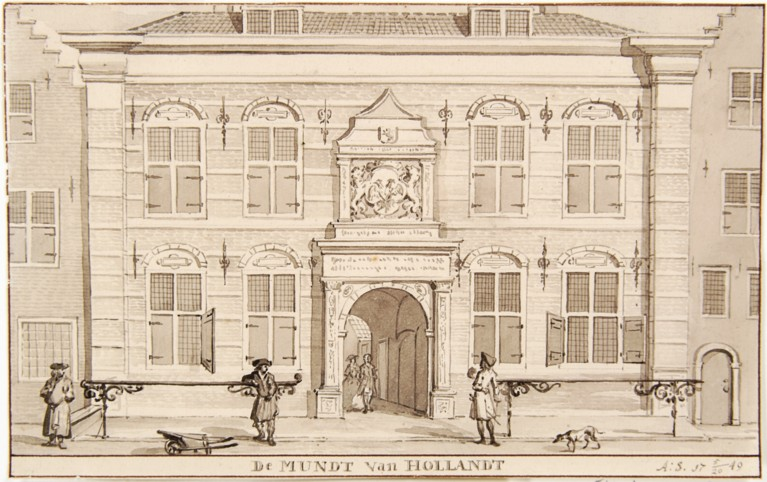
De Mundt van Hollandt

Sinds 1834 beschikt de loge over het huidige logegebouw, de Munt van Holland te Dordrecht, dat sinds 6 mei 1879 haar eigendom is.
De leden van de loge komen wekelijks, op vrijdagavond, bijeen.

## Voorzittend Meesters
In onderstaande lijst een overzicht van de Voorzittend Meesters van Loge La Flamboyante gedurende de eerste 150 jaar van haar bestaan.
| Van               | Tot               | Voorzittend Meester                      |
| ----------------- | ----------------- | ---------------------------------------- |
| 7 november 1811   | maart 1812        | mr. Adriaan van der Werff van Zuidland   |
| 10 maart 1812     | 23 juni 1812      | mr. Simon de Jongh van Son van Raamsdonk |
| 23 juni 1812      | 29 juni 1817      | Jan Schouten                             |
| 29 juni 1817      | 23 januari 1819   | Anthonie Kist (Ezn.)                     |
| 23 januari 1819   | 10 augustus 1852  | Jan Schouten                             |
| 10 augustus 1852  | 1873              | Arnold J. Schouten                       |
| 12 september 1873 | 28 maart 1887     | Jacob Mauritz                            |
| 1 juli 1887       | 9 februari 1894   | Pierre M.V. van de Rivière               |
| 6 april 1894      | 24 september 1920 | Simon Marius Hugo van Gijn               |
| 24 september 1920 | 20 juni 1952      | dr. Jan Geest                            |
| 20 juni 1952      | 20 juni 1958      | Henri Hoorn                              |
| 20 juni 1958      | —                 | ir. Evert J. de Veer                     |

Vrijmetselarij · Beginselen · Geschiedenis · Symbolen · Vrijmetselaarsloge · Ordegrondwet · Obediëntie · Regulariteit en irregulariteit · Ritus · Graden · Grootmeester · Gemengde vrijmetselarij · Para-vrijmetselarij · Antivrijmetselarij · Vrijmetselarij in Nederland · Vrijmetselarij in België · Internationale vrijmetselarij
>>> Meer info op Portaal:Vrijmetselarij <<<